# NHKとっておきサンデー
『NHKとっておきサンデー』（エヌエイチケイとっておきサンデー）は、2011年4月10日から2016年4月3日までNHK総合で放送された複合型番組である。

## 概要
NHKは、地デジ化に伴い、2011年度に媒体の削減（NHK-BSの2チャンネル化など）を伴う抜本改編を実施することを明らかにした。この中では、似通ったジャンルの番組を1つにまとめたり、放送媒体（チャンネル）を動かしたりという、大規模な変更が行われた。
当番組はBS2で放送された『あなたのアンコール』と総合で放送された自己批評番組『三つのたまご』を併せたものである。さらに『連続テレビ小説』（朝ドラ）の1週間分のダイジェストも放送した。
なお、これとは別に18時40分 - 18時45分に「5分で○○（作品名）」という番組も放送されたが、アンコールコーナーで取り上げた番組が極端に長い場合や当番組の放送枠が縮小された場合、朝ドラダイジェストが23分のレギュラー版ではなく5分のショート版となることがあった（この場合は、当番組が休止となった場合に準じ「○○1週間」は単独番組として当日中〈おおむね実際の日付で翌日未明に当たることが多いが、日中になることもあった〉に代替放送された）。『あなたとNHK』『三つのたまご』では行われなかった番組宣伝的なコーナーも「とっておきチェック」というコーナーで再開した。
一部のコーナーは事前収録であったが、おおむね生放送であったためリアルタイム字幕放送が行われた。
2012年度からは、11時 - 11時54分に短縮され、『あなたのアンコール』は事実上廃枠となり、朝ドラダイジェストを20分間に短縮した。
これは、10時5分 - 10時55分に「NHK東日本大震災プロジェクトキャンペーン」参加新番組『明日へ -支えあおう-』、10時55分 - 11時に『みんなのうた』が放送されることになったためである。
当番組終了後、朝ドラ1週間パートは『○○1週間』（○○は放送中の朝ドラ番組名。11時 - 11時20分）、自己批評番組パートは『どーも、NHK』（11時20分 - 11時54分）に分割されて引き継がれた。

## 出演者

### メインキャスター
いずれもNHKアナウンサー
- 高橋美鈴（2011年4月10日 - 2012年8月26日）
- 伊東敏恵（2012年9月2日 - 2013年3月17日）
- 森山春香（2013年4月7日 - 2015年3月15日）
- 與芝由三栄（2015年4月5日 - 2016年4月3日）

### リポーター

#### 2011年度 - 2014年度
- 棚橋麻衣
- 矢野竜司
  - 棚橋・矢野は『三つのたまご』からのスライドで、担当内容はリポーター兼アシスタントとして隔週交代での出演。ただし2011年8月21日・12月18日・12月23日（増刊号）・2012年12月24日（月曜日・振替休日、増刊号2012年末スペシャル）・2013年1月13日各放送分などのように、2人揃って出演するケースがあるほか、どちらか一方を生出演、もう一方をVTR出演とするケースもある。

#### 2015年度
- 篠山輝信
- 豊田エリー
- 中島歩
- 池澤あやか
  - 以上の4人が週替わりで出演。篠山・豊田は後番組の『どーも、NHK』も続投。

## 番組の流れ
- 導入部
- アンコールコーナー（旧『あなたのアンコール』の流れ。2011年度のみ）
- 「連続テレビ小説」1週間（23分ダイジェスト版→2012年度は20分ダイジェスト版）
- 「とっておきチェック」（2012年度）
- NHKの様々な取り組み「どーもNHKです」（旧『三つのたまご』の流れ）
- 「あなたの街のNHK」（同上）
- 番組審議会報告（2011年度のみ。2012年度から別番組）

## 年末スペシャル
12月最終の放送は「NHKとっておきサンデー増刊号〜20○○年末スペシャル〜」として放送される。直近の日曜日に全国高等学校駅伝競走大会が開催される場合は日曜日ではなく、12月23日に変更する場合があった。この場合の放送時間は10時5分 - 11時54分である。
- 2011年12月23日「NHKとっておきサンデー増刊号 あなたのアンコール2011」
  - 再放送ウォッチ年間ランキングベスト10、クリスマス・年末年始の特集番組のみどころを中心に放送された。
- 2012年12月24日[注 10]「NHKとっておきサンデー増刊号〜2012年末スペシャル〜」
  - 『純と愛』から夏菜、風間俊介が生出演した他、嵐・大野智『ウォルト・ディズニー想像の軌跡』全編再放送、『八重の桜』から綾瀬はるかのインタビュー、『梅ちゃん先生』などの注目番組のダイジェストなど。
- 2013年12月23日「NHKとっておきサンデー増刊号〜2013年末スペシャル〜」
  - 『ごちそうさん』から杏、東出昌大、『軍師官兵衛』から岡田准一へ行ったインタビューなど。
- 2014年12月28日「NHKとっておきサンデー増刊号〜2014年末スペシャル〜」
  - 『マッサン』から玉山鉄二、シャーロット・ケイト・フォックスへ行ったインタビュー、『羽生結弦金メダルへの道』全編アンコール放送、『花燃ゆ』、『第65回NHK紅白歌合戦』などの注目番組のダイジェストなど。なお通常はこの枠で放送する「マッサン1週間（20分ダイジェスト）第13週・急（せ）いては事をし損じる」はこの枠では放送せず、同日14時5分 - 14時25分に別枠で放送された。
- 2015年12月27日「NHKとっておきサンデー増刊号〜2015年末スペシャル〜」
  - 「もう一度みたい!2015」で最も再放送の要望が多かった「NHKスペシャル・腰痛革命」の全編ノーカット再放送と、年末年始編成についての紹介、また『あさが来た』からは波瑠が後編（2016年1月以後）の粗筋を語る他、前年とは異なり「あさが来た1週間・第13週・東京物語」を内包した。

## その他
当番組で放送される「連続テレビ小説1週間・20分ダイジェスト」は、2013年度上半期に放送された『あまちゃん』が高視聴率をキープし「あまちゃんフィーバー」が起きたことを受けて、8月に当時放送していた第20週までの分を3日間に分けて再構成した、朝ドラ本編として史上初のキャッチアップ放送「朝まであまテレビ!」が放送された。
この後、年末特別編成時に8時から18時まで（途中に『NHKニュース』など中断あり）に渡るマラソン放送で、20分ダイジェストの総集編完全版「暦の上ではディセンバー これで見おさめ!? じぇじぇじぇ!“あまちゃん祭り”」が放送され、2014年度・2015年度にも『ごちそうさん』、『花子とアン』『マッサン』で同様に実施された。
この他、放送期間途中のキャッチアップ放送には『あさが来た』（2015年末）、『ひょっこ』（2017年夏）、『まんぷく』（2019年正月）がある。
本番組では、2014年度・2015年度入局の新人アナウンサーのお披露目が行われた。